# As-Saadi al-Gaddafi
As-Saadi al-Gaddafi (arabisch الساعدي معمر القذافي, DMG as-Sāʿdī Muʿammar al-Gaḏḏāfī; * 25. Mai 1973 in Tripolis) ist ein ehemaliger libyscher Fußballspieler, Fußballfunktionär, Filmproduzent und Oberbefehlshaber von Sondereinheiten. Er ist ein Sohn von Muammar al-Gaddafi, dem ehemaligen Machthaber Libyens, und dessen zweiter Frau Safaja Farkash.

## Karriere als Fußballspieler
Gaddafi, der auf dem Fußballplatz üblicherweise im offensiven Mittelfeld agiert, spielte lange Zeit als Kapitän von al-Ittihad in Libyen.
Zur Spielzeit 2003/04 wechselte Gaddafi in die italienische Serie A zur AC Perugia. Der Verein ging damit als erster europäischer Profiverein in die Geschichte ein, der den Sohn eines (De-facto)-Staatschefs im Kader hatte. Am 5. Oktober 2003 wurde er positiv auf Doping getestet und für drei Monate gesperrt. Sein einziges Ligaspiel für Perugia bestritt er am 2. Mai 2004 gegen Juventus Turin, als er in der 75. Minute für Jay Bothroyd ins Spiel kam.
Zu Beginn der Saison 2005/06 unterschrieb er einen Vertrag beim Erstligisten Udinese Calcio. Doch auch hier lief es nicht besser für Gaddafi; der Einsatz am 7. Mai 2005 gegen Cagliari Calcio, bei dem er in der 79. Minute für Barreto ins Spiel kam, war zugleich sein letzter in der Serie A. Nach einer Spielzeit verließ er den Klub wieder und spielte zunächst bei Al-Jamahiriyah. Im Januar 2007 wechselte er zu Sampdoria Genua. Bis Juni desselben Jahres bestritt er allerdings kein Spiel für die Blucerchiati, die er daraufhin wieder verließ.
As-Saadi al-Gaddafi spielte auch für die libysche Nationalmannschaft. Als der damalige italienische Nationaltrainer Libyens, Franco Scoglio, Gaddafi aus sportlichen Gründen auf der Bank ließ, wurde er vom libyschen Fußballverband entlassen.
Gaddafi wurde mehrmals, unter anderem 2001, 2002 und 2003 zu Libyens Fußballer des Jahres gewählt. Der politische und finanzielle Einfluss seines Vaters ermöglichte ihm neben einer besonderen Behandlung in der Heimat – zum Beispiel bewusste Schiedsrichter-Fehlentscheidungen zu Gunsten seines Clubs Al-Ittihad – auch seine Profi-Engagements in Italien.

## Funktionen in Libyen
As-Saadi al-Gaddafi, der mit der Tochter eines Militärkommandanten verheiratet ist, war der Präsident von World Navigator Entertainment, einer Filmproduktionsfirma. Auch war Gaddafi Vereinspräsident von Al-Ittihad. Außerdem war er Vizepräsident der Libyan Football Federation, des Fußballverbands Libyens. Bis Oktober 2003 war Gaddafi zudem Mitglied des Präsidiums seines Lieblingsvereins Juventus Turin. Diese Position war ihm garantiert, da er die Libyan Arab Foreign Investment Company (Lafico) repräsentierte, die 7,5 % der Anteile an dem italienischen Club hielt.
Während des Aufstands in Libyen 2011 war er Oberbefehlshaber von Sondereinheiten und wurde von der Europäischen Union mit einem Einreiseverbot belegt. Auf Gaddafi soll die Änderung der Taktik zurückgehen, dass die Aufständischen im Osten Libyens nicht mehr mit schwerer Infanterie, Panzern und Panzerwagen bekämpft wurden, sondern mit kleinen, schnellen, wendigen Einheiten. Dadurch waren die Regierungseinheiten von alliierten Jagdbombern aus kaum noch von Rebellen zu unterscheiden, so dass sie weniger Angriffen ausgesetzt waren.
Am 11. September 2011 erklärte der nigrische Justizminister, dass Gaddafi nach Niger, das südliche Nachbarland Libyens, eingereist sei. Er habe einen Antrag auf politisches Asyl gestellt. Am 29. September 2011 schrieb ihn Interpol zur Fahndung aus. Er wurde verdächtigt, sich in seiner Zeit als Präsident des libyschen Fußballverbandes illegal bereichert zu haben. Am 11. November gewährte ihm der nigrische Präsident Mahamadou Issoufou Asyl in seinem Land.
Im März 2014 wurde seine Auslieferung nach Libyen bekannt. Anfang September 2021 wurde er auf Empfehlung des Generalstaatsanwalts aus dem Gefängnis entlassen. Medienberichten zufolge verließ Gaddafi das Land Richtung Türkei.